# Agapetus antiyaka
Agapetus antiyaka är en nattsländeart som beskrevs av Schmid 1959. Agapetus antiyaka ingår i släktet Agapetus och familjen stenhusnattsländor. Inga underarter finns listade i Catalogue of Life.